# Sportjahr 1942
Liste der Sportjahre

◄◄ | ◄ | 1938 | 1939 | 1940 | 1941 | Sportjahr 1942 | 1943 | 1944 | 1945 | 1946 | ► | ►►

Weitere Ereignisse

## Badminton
Höhepunkt des Badmintonjahres 1942 waren die French Open. Skandinavien, Frankreich und Nordamerika waren die Zentren der Sportart im vierten Kriegsjahr. Der internationale Spielbetrieb kam nahezu vollständig zum Erliegen, auch waren nationale Titelkämpfe äußerst rar.

### Internationale Veranstaltungen
| Veranstaltung | Herreneinzel | Dameneinzel   | Herrendoppel               | Damendoppel                    | Mixed                          |
| ------------- | ------------ | ------------- | -------------------------- | ------------------------------ | ------------------------------ |
| French Open   | Yves Baudoin | Yvonne Girard | Michel Marret René Mathieu | Yvonne Girard Madeleine Girard | Michel Marret Madeleine Girard |

### Nationale Meisterschaften
| Veranstaltung | Herreneinzel       | Dameneinzel                  | Herrendoppel                      | Damendoppel                   | Mixed                              |
| ------------- | ------------------ | ---------------------------- | --------------------------------- | ----------------------------- | ---------------------------------- |
| Dänemark      | Tage Madsen        | Tonny Olsen                  | Tage Madsen Carl Frøhlke          | Ruth Dalsgaard Jytte Thayssen | Tage Madsen Ruth Dalsgaard         |
| Niederlande   | Edward H. den Hoed | Annie W. Koch H. Dresselhuys | J. de Haas Edward H. den Hoed jr. | C. Braat D. Braat             | Edward H. den Hoed jr. de Ruyter   |
| Schweden      | Hasse Petersson    | Martha Holmström             | Sture Ericsson Gösta Kjellberg    | Thyra Hedvall Carin Stridbäck | Bertil Jönsson Britt Pahle         |
| USA           | David G. Freeman   | Evelyn Boldrick              | David G. Freeman Chester Goss     | Evelyn Boldrick Janet Wright  | David G. Freeman Sara Lee Williams |

## Leichtathletik
- 20. Mai – Gunder Hägg, Schweden, lief die 5000 Meter der Herren in 13:58,2 min.
- 23. Mai – Cornelius Warmerdam, USA, sprang im Stabhochsprung der Herren 4,77 m.
- 21. Juni – Anneliese Steinheuer, Deutschland, erreichte im Speerwurf der Damen 47,24 m.
- 23. Juni – Cornelius Warmerdam, USA, erreichte im Stabhochsprung der Herren 4,77 m.
- 9. August – May Holmén, Schweden ging im 10.000-Meter-Gehen der Damen in 51:14 min.
- 17. August – Gunder Hägg, Schweden, lief die 1500 Meter der Herren in 3:45,8 min.
- 23. August – Stina Lindberg, Schweden ging im 10.000-Meter-Gehen der Damen in 51:11 min.
- 20. September – Gunder Hägg, Schweden, lief die 5000 Meter der Herren in 13:58,2 min.

## Schach
Das Schachturnier zu München 1942 fand vom 14. bis 26. September statt. Es siegte der amtierende Schachweltmeister Alexander Aljechin vor Paul Keres. Der Ausrichter, der durch den Großdeutschen Schachbund initiierte Europa-Schachbund, bezeichnete das Turnier als „Europameisterschaft“. Das Turnier wird daher als Vorläufer der heutigen Europameisterschaften im Schach angesehen, obwohl jüdische Spieler sowie Spieler aus Ländern, die sich mit dem Deutschen Reich im Krieg befanden, nicht teilnehmen konnten.

## Geboren

### Januar

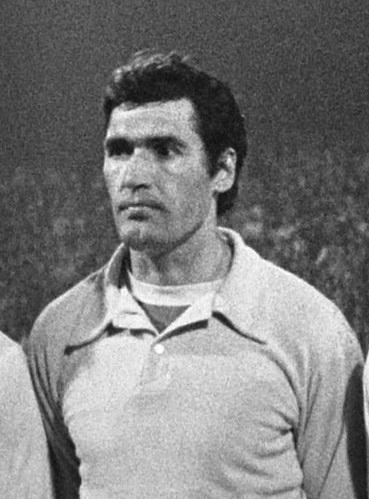
Jewgenij Rudakow

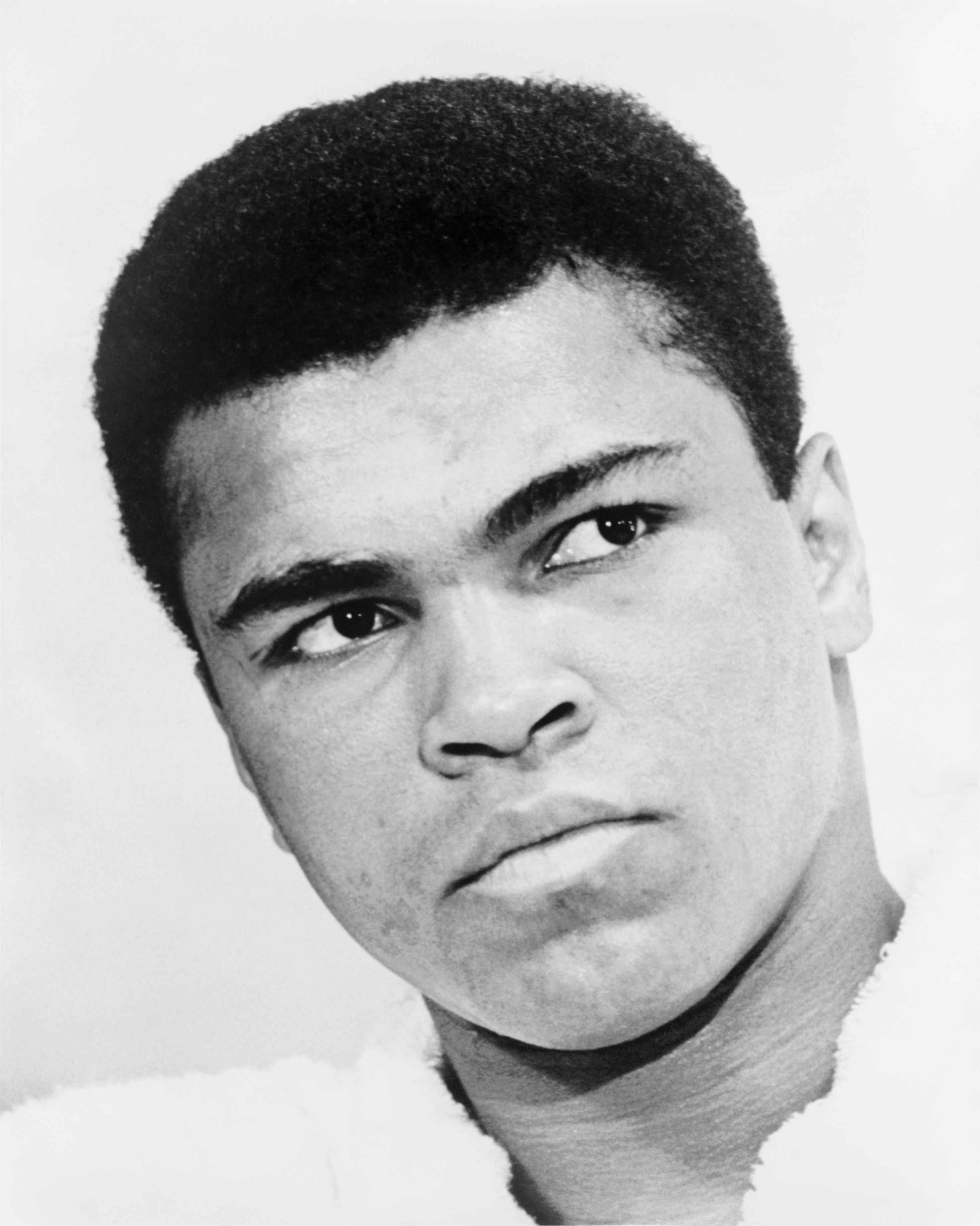
Muhammad Ali

- 01. Januar: Bruno Arcari, italienischer Boxer
- 02. Januar: Jewgenij Rudakow, sowjetischer Fußballspieler († 2011)
- 02. Januar: Dave Steen, kanadischer Kugelstoßer und Diskuswerfer
- 02. Januar: Józef Stopka, polnischer Biathlet
- 04. Januar: Jim Downing, US-amerikanischer Automobilrennfahrer und Konstrukteur
- 04. Januar: Klaus Neumann, deutscher Dreispringer (DDR)
- 05. Januar: Charlie Aitken, schottischer Fußballspieler († 2023)
- 05. Januar: Ferenc Kiss, ungarischer Ringer († 2015)
- 07. Januar: Wassili Alexejew, russischer Gewichtheber und Olympiasieger († 2011)
- 09. Januar: Stuart Graham, britischer Motorrad- und Automobilrennfahrer
- 11. Januar: František Ševčík, tschechoslowakischer Eishockeyspieler († 2017)
- 12. Januar: Nasim Muchitow, sowjetischer Biathlet
- 13. Januar: Gerhard Waidhas, deutscher Fußballspieler
- 15. Januar: Gaetano Salvemini, italienischer Fußballspieler und -trainer
- 17. Januar: Muhammad Ali, US-amerikanischer Boxer († 2016)
- 23. Januar: Wolfgang Abraham, deutscher Fußballspieler († 2013)
- 23. Januar: Hans Alsér, schwedischer Tischtennisspieler († 1977)
- 23. Januar: Willy Bogner junior, deutscher Skirennläufer
- 25. Januar: Carl Eller, US-amerikanischer American-Football-Spieler
- 25. Januar: Eusébio, portugiesischer Fußballspieler († 2014)
- 26. Januar: Guy Chasseuil, französischer Automobilrennfahrer
- 26. Januar: Horst Jankhöfer, deutscher Handballspieler und -trainer
- 28. Januar: Hans-Jürgen Bäumler, deutscher Eiskunstläufer
- 28. Januar: Sjoukje Dijkstra, niederländische Eiskunstläuferin († 2024)
- 29. Januar: Peter Kohl, deutscher Fußballspieler (DDR)

### Februar

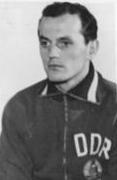
Otto Fräßdorf

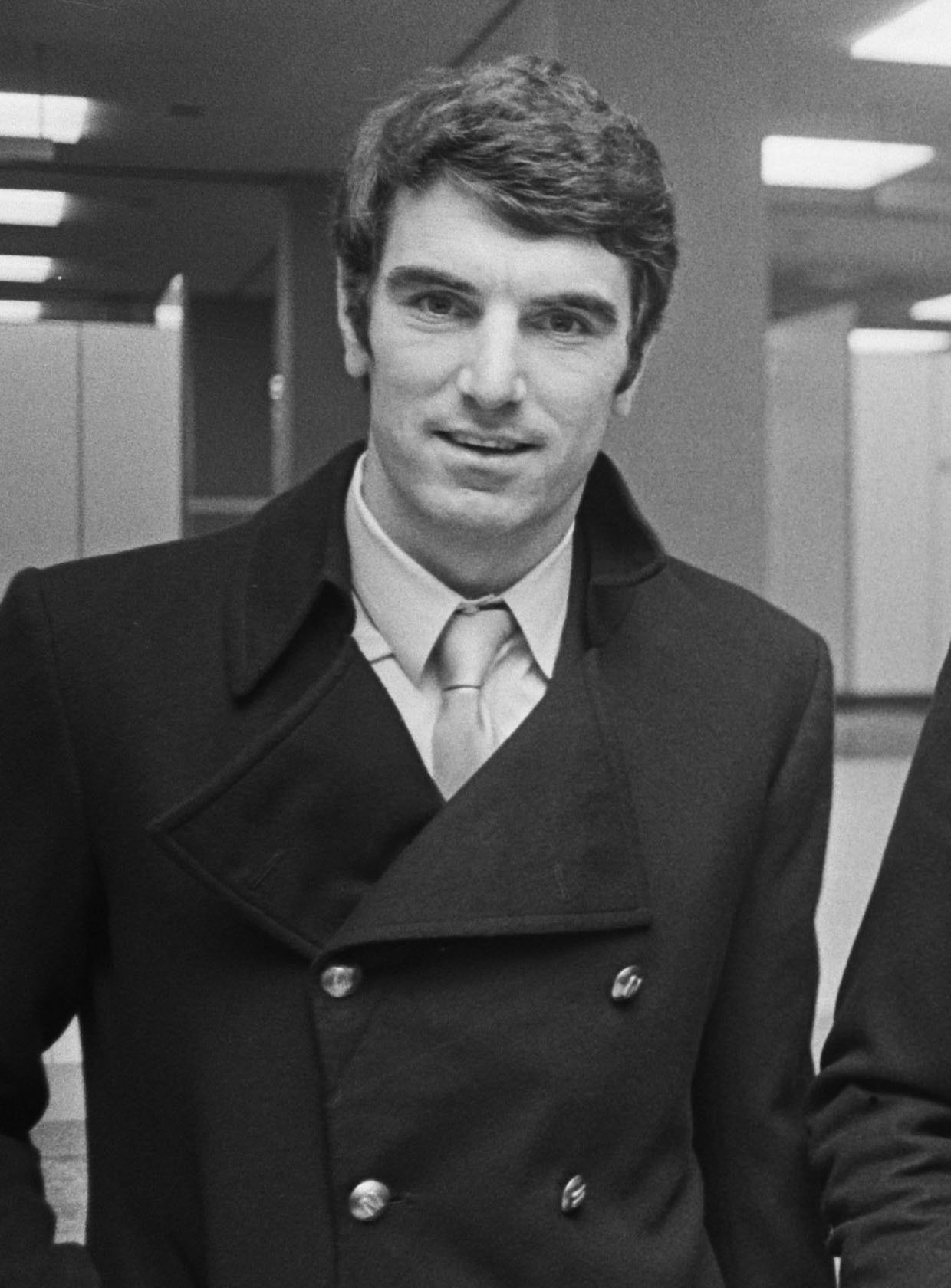
Dino Zoff

- 01. Februar: Nené, brasilianischer Fußballspieler und -trainer († 2016)
- 01. Februar: Volker Roth, deutscher Fußballschiedsrichter († 2025)
- 05. Februar: Otto Fräßdorf, deutscher Fußballspieler (DDR)
- 06. Februar: Georg Pazderka, österreichischer Tennisspieler († 2024)
- 10. Februar: Alfred Gager, österreichischer Fußballspieler († 2022)
- 10. Februar: Howard Mudd, US-amerikanischer American-Football-Spieler († 2020)
- 11. Februar: Arild Holm, norwegischer Skirennläufer († 2024)
- 11. Februar: Anatoli Kurjan, sowjetisch-russischer Leichtathlet
- 14. Februar: Mike Manley, US-amerikanischer Hindernis- und Marathonläufer
- 14. Februar: Dieter Pauly, deutscher Fußballschiedsrichter († 2024)
- 14. Februar: Pertti Purhonen, finnischer Boxer († 2011)
- 14. Februar: Ricardo Rodríguez, mexikanischer Automobilrennfahrer († 1962)
- 17. Februar: John Morton, US-amerikanischer Automobilrennfahrer
- 18. Februar: Martin Ness, deutscher Tischtennisspieler († 1987)
- 18. Februar: Jurij Welikorodnych, sowjetisch-russischer Marathonläufer
- 19. Februar: Bruno Deserti, italienischer Automobilrennfahrer († 1965)
- 19. Februar: Klaus Halser, deutscher Motorradrennfahrer
- 19. Februar: Paul Krause, US-amerikanischer American-Football-Spieler
- 19. Februar: Wjatscheslaw Tschebanenko, russischer Schachspieler († 1997)
- 20. Februar: Phil Esposito, kanadischer Eishockeyspieler
- 22. Februar: Reinhard Löffler, deutscher Fußballspieler
- 24. Februar: Ergin Gürses, türkischer Fußballspieler († 2002)
- 26. Februar: Jozef Adamec, slowakischer Fußballspieler und -trainer († 2018)
- 26. Februar: Ewa Rydell, schwedische Turnerin
- 27. Februar: Klaus-Dieter Sieloff, deutscher Fußballspieler († 2011)
- 28. Februar: Dino Zoff, italienischer Fußballspieler und -trainer

### März

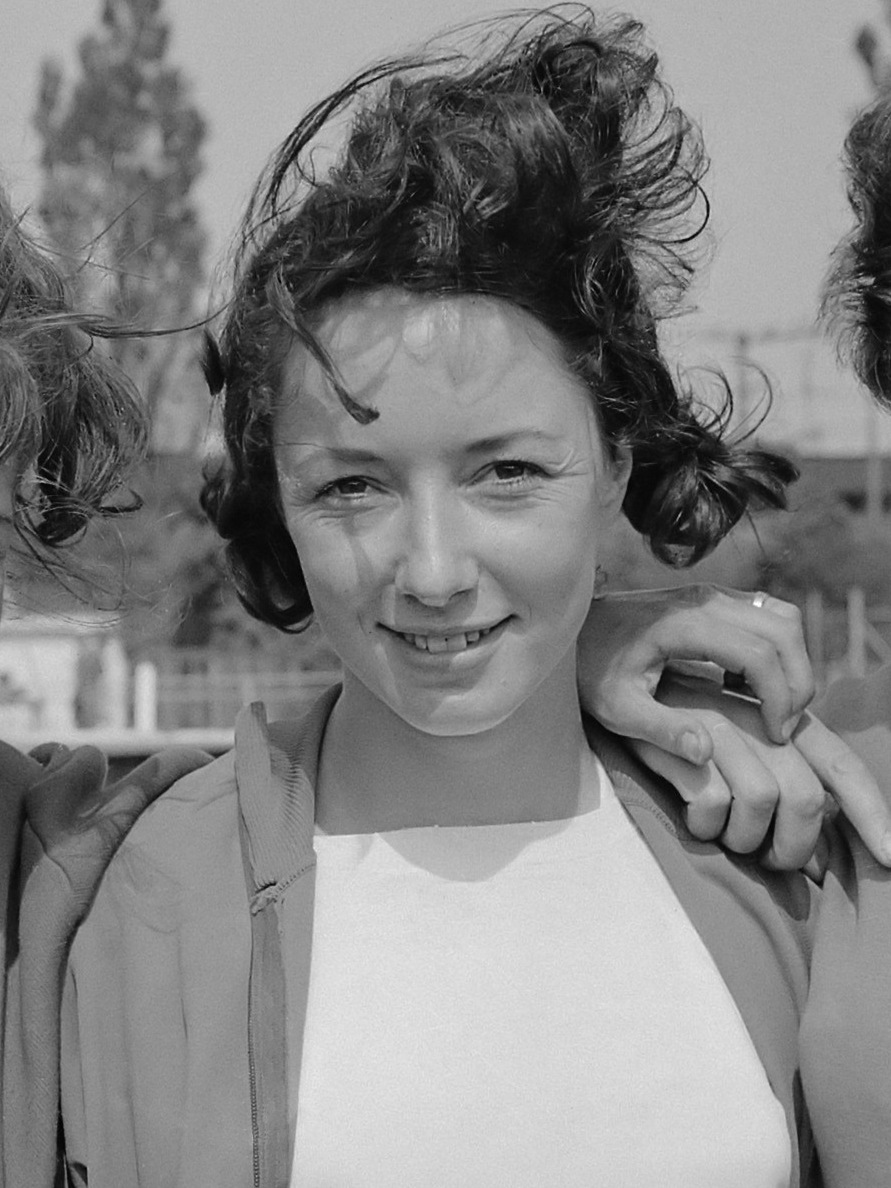
Ann Packer

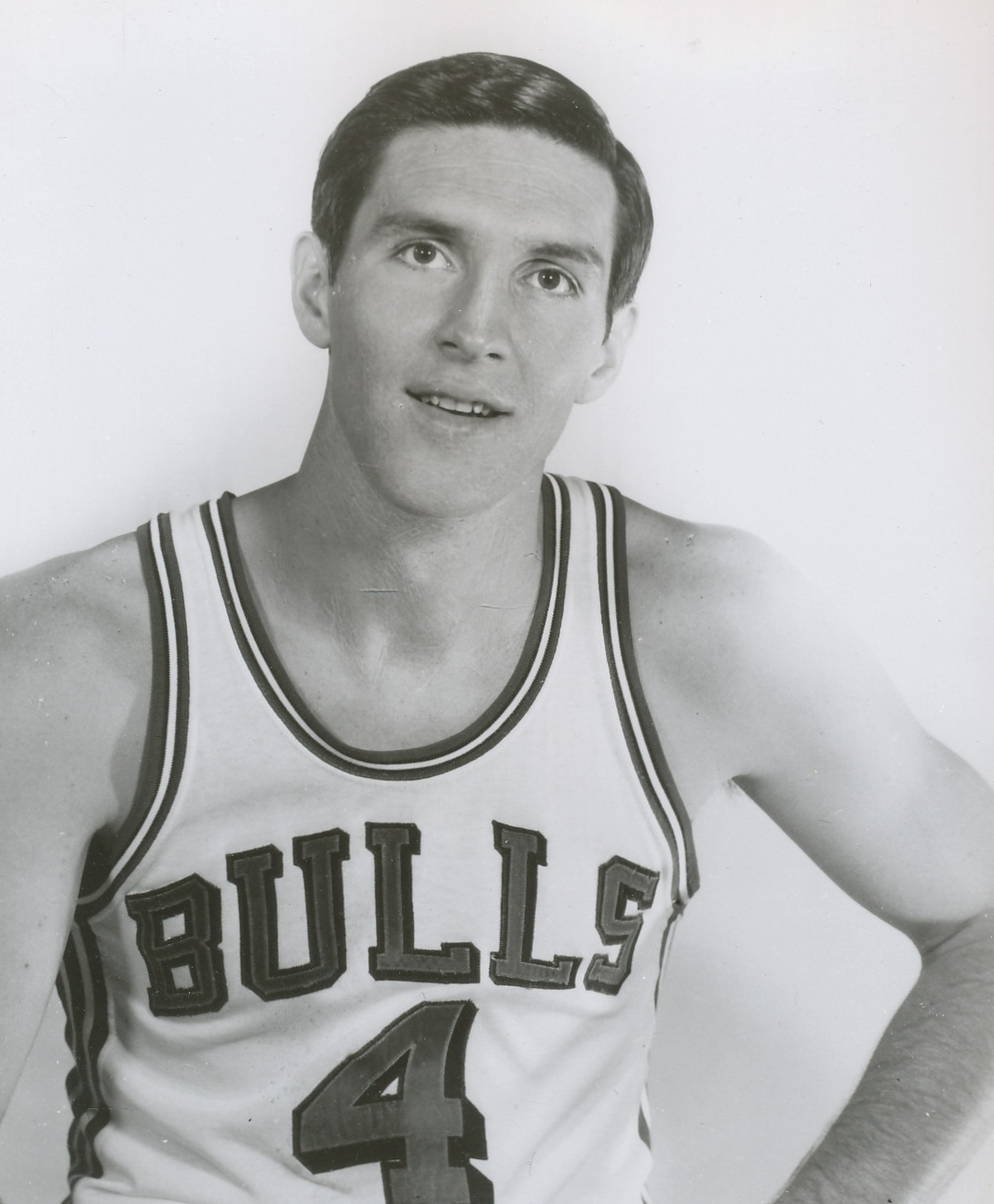
Jerry Sloan

- 01. März: Gabriele Haupt, deutsche Skilangläuferin
- 01. März: Ángel Herrero, spanischer Fußballspieler († 2014)
- 01. März: Miguel Ángel López, argentinischer Fußballspieler und -trainer († 2025)
- 02. März: Claude Larose, kanadischer Eishockeyspieler
- 04. März: Iwan Karetnikow, russischer Schwimmer
- 08. März: Ann Packer, britische Leichtathletin und Olympiasiegerin
- 11. März: Willi Weber, deutscher Unternehmer, Sportmanager und Automobilrennfahrer
- 12. März: John Hilton, US-amerikanischer American-Football-Spieler († 2017)
- 13. März: Leonhard Händl, deutscher Leichtathlet
- 15. März: Jacques Henry, französischer Rallyefahrer († 2016)
- 16. März: Gijs van Lennep, niederländischer Automobilrennfahrer
- 17. März: Pak Doo-ik, nordkoreanischer Fußballspieler
- 19. März: Giuseppe Brizi, italienischer Fußballspieler und -trainer († 2022)
- 19. März: Rinus Israël, niederländischer Fußballspieler und -trainer († 2025)
- 20. März: Leif Eriksson, schwedischer Fußball- und Bandyspieler
- 26. März: Tim Taylor, US-amerikanischer Eishockeyspieler und -trainer († 2013)
- 28. März: Luis Felipe Areta Sampériz, spanischer Athlet und Priester
- 28. März: Stig Berge, norwegischer Orientierungsläufer
- 28. März: Bernard Darniche, französischer Automobilrennfahrer
- 28. März: Jerry Sloan, US-amerikanischer Basketballspieler und -trainer († 2020)
- 30. März: Jan Olsson, schwedischer Fußballspieler
- 31. März: Jürgen Werner, deutscher Fußballspieler in der DDR-Oberliga († 2014)

### April
- 03. April: Mike Elliott, US-amerikanischer Skilangläufer († 2024)
- 05. April: Juan Gisbert, spanischer Tennisspieler
- 08. April: Manfred Kallenbach, deutscher Fußballspieler († 2010)
- 08. April: Wolf Werner, deutscher Fußballtrainer († 2018)
- 14. April: Walerij Brumel, sowjetisch-russischer Leichtathlet; Olympiasieger im Hochsprung († 2003)
- 15. April: Gennadij Logofet, russischer Fußballspieler († 2011)
- 15. April: Gennadij Zygurow, russisch-sowjetischer Eishockeyspieler und -trainer († 2016)
- 16. April: Frank Williams, britischer Unternehmer und Haupteigentümer sowie Teamchef des Formel-1-Rennstalls Williams F1 († 2021)
- 18. April: Jochen Rindt, österreichischer Automobilrennfahrer († 1970) Jochen Rindt

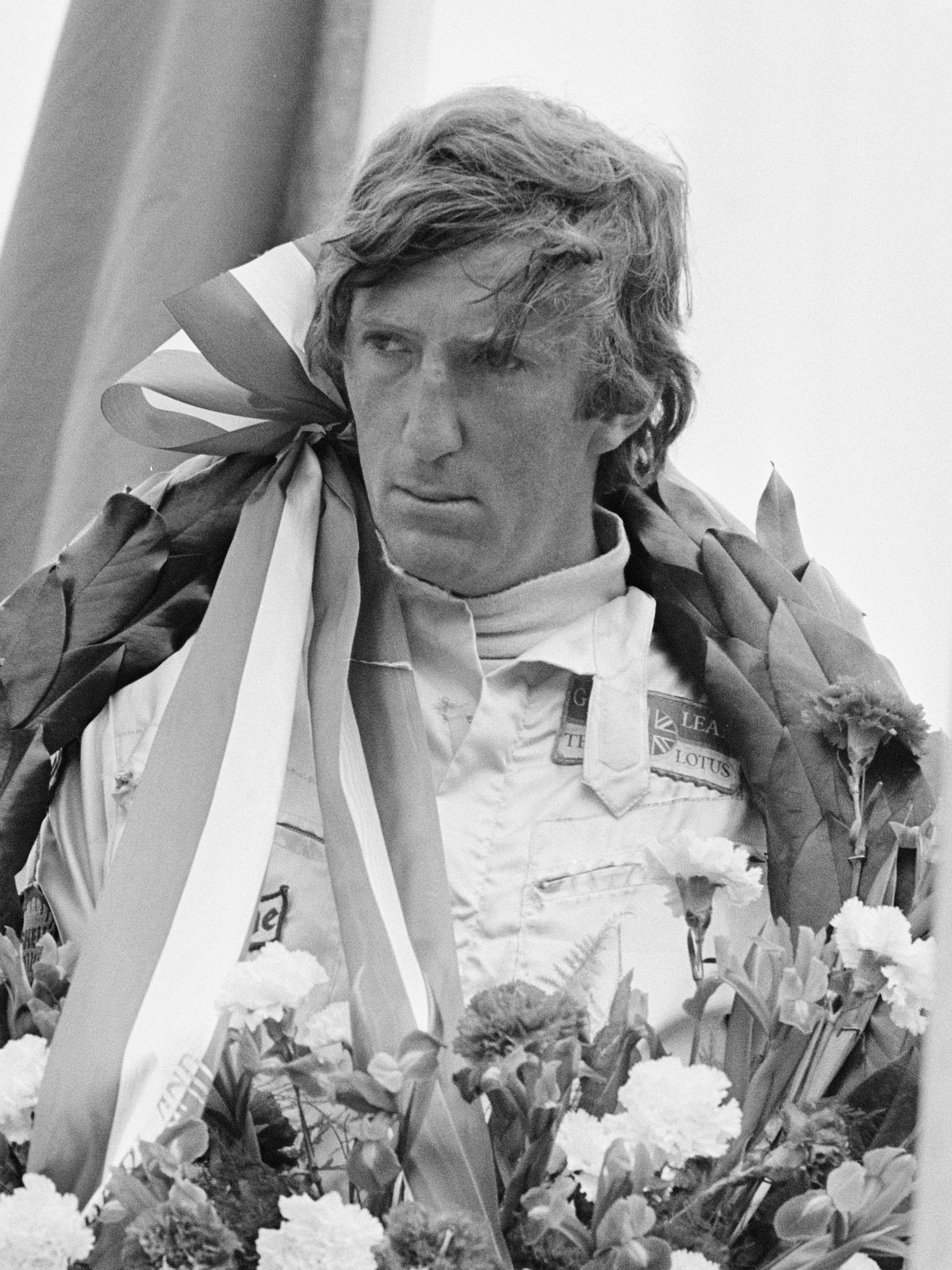
Jochen Rindt

- 25. April: Wadim Jemeljanow, sowjetischer Boxer († 1977)
- 26. April: Werner Biskup, deutscher Fußballspieler und -trainer († 2014)
- 28. April: Guy Acolatse, togoischer Fußballspieler
- 29. April: Galina Kulakowa, sowjetische Skilangläuferin und Olympiasiegerin
- 30. April: David England, britischer Sprinter

### Mai
- 01. Mai: Gerry Ashworth, US-amerikanischer Sprinter
- 02. Mai: Brigitte Berendonk, deutsche Diskuswerferin und Kugelstoßerin
- 02. Mai: Rainer Zimmermann, deutscher Handballspieler
- 02. Mai: Bernd Ziskofen, deutscher Motorsportfunktionär im Rallycross-Sport († 1993)

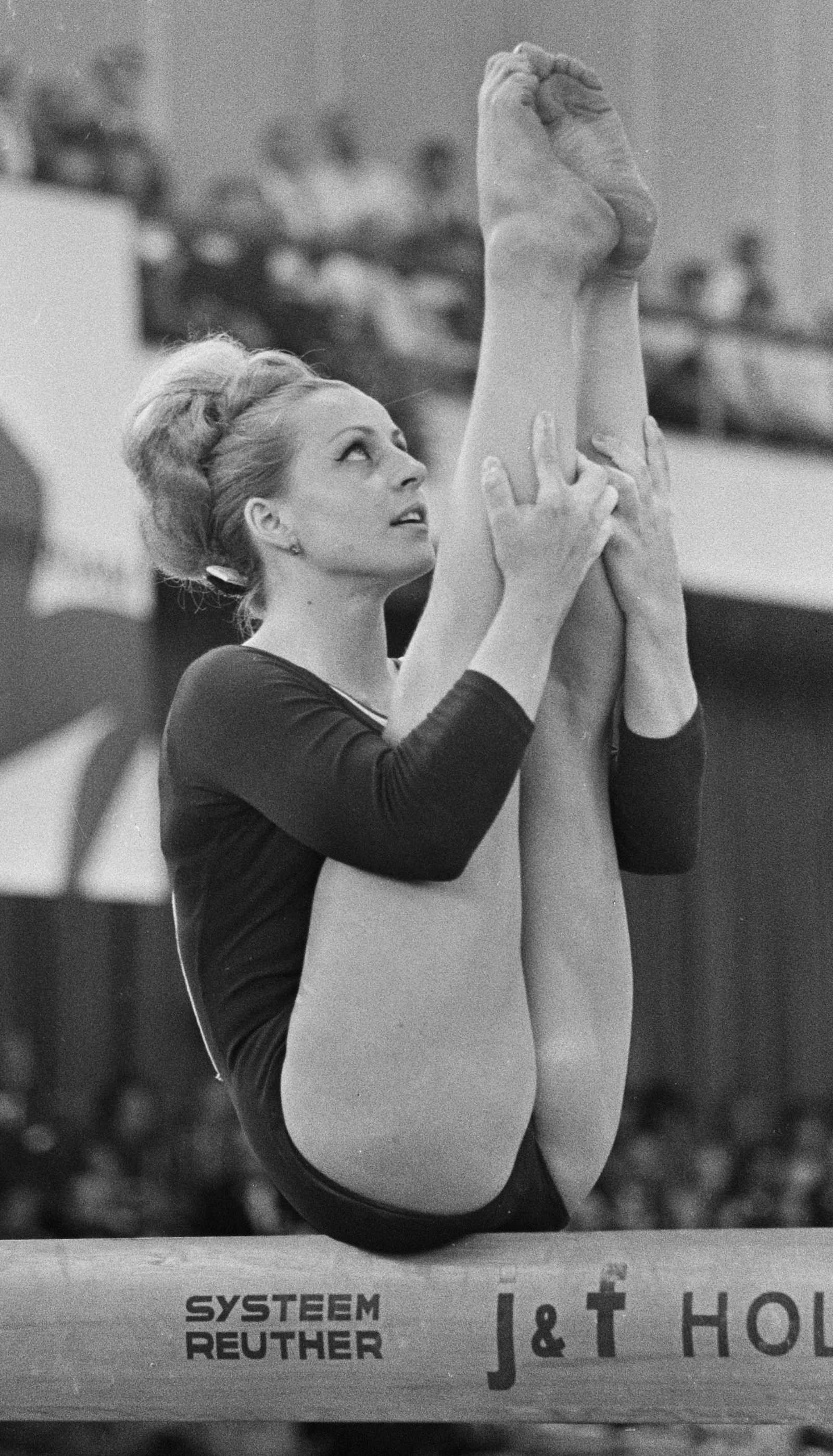
Věra Čáslavská

- 03. Mai: Věra Čáslavská, tschechische Kunstturnerin († 2016)
- 03. Mai: Henning Frenzel, deutscher Fußballspieler (DDR)
- 03. Mai: Antoni Piechniczek, polnischer Fußballspieler und -trainer
- 04. Mai: Karl Schneider, deutscher Fußballspieler
- 10. Mai: Jim Calhoun, US-amerikanischer Basketballtrainer
- 12. Mai: Klaus Adam, deutscher Basketballspieler
- 12. Mai: Gerhard Dietrich, deutscher Geräteturner (DDR)
- 12. Mai: Klaus Korn, deutscher Fußballspieler in der DDR-Oberliga
- 13. Mai: Jeff Astle, englischer Fußballspieler († 2002)
- 13. Mai: Pál Schmitt, ungarischer Fechter, Diplomat und Politiker
- 20. Mai: Leroy Kelly, US-amerikanischer American-Football-Spieler
- 21. Mai: Danny Ongais, US-amerikanischer Automobilrennfahrer
- 21. Mai: Ivo Viktor, tschechoslowakischer Fußballspieler und -trainer
- 22. Mai: Sergio Anaya, mexikanischer Fußballspieler
- 22. Mai: Roger Brown, US-amerikanischer Basketballspieler († 1997)
- 22. Mai: Alexander Jurkewitsch, sowjetisch-russischer Ringer († 2011)
- 23. Mai: José Pastoriza, argentinischer Fußballspieler und -trainer († 2004)
- 24. Mai: Hannu Mikkola, finnischer Rallyefahrer
- 27. Mai: Bob Adams, britischer Mittelstreckenläufer
- 27. Mai: Kent Bernard, Sprinter aus Trinidad und Tobago
- 27. Mai: Piers Courage, britischer Automobilrennfahrer († 1970)
- 27. Mai: Robin Widdows, britischer Bobfahrer und Automobilrennfahrer
- 31. Mai: Jürgen Koch, deutscher Fußballspieler
- 31. Mai: Jo Vonlanthen, Schweizer Automobilrennfahrer

### Juni
- 01. Juni: Fernando Atzori, italienischer Olympiasieger im Boxen 1964
- 02. Juni: Eduard Malofejew, russischer Fußballspieler und -trainer
- 08. Juni: Horst Wolter, deutscher Fußballspieler
- 11. Juni: Peter Blusch, deutscher Fußballspieler
- 12. Juni: Arne Jacobsen, dänischer Bogenschütze
- 14. Juni: Jim Busby, US-amerikanischer Automobilrennfahrer und Rennstallbesitzer

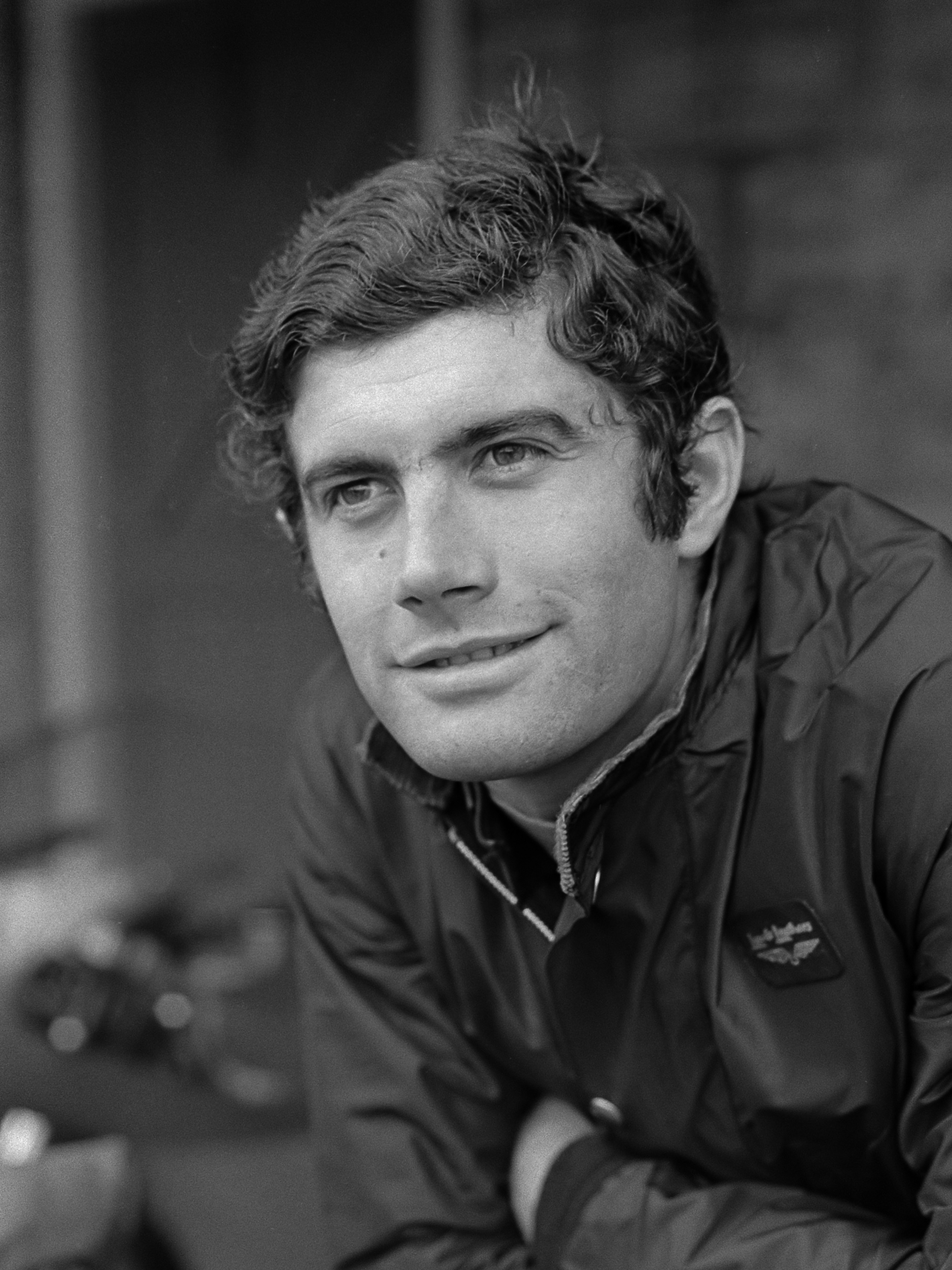
Giacomo Agostini

- 16. Juni: Giacomo Agostini, italienischer Motorradrennfahrer
- 18. Juni: Jürgen May, deutscher Leichtathlet
- 19. Juni: Horst Grunenberg, deutscher Fußballspieler († 2013)
- 20. Juni: Eduard Markarow, sowjetisch-armenischer Fußballspieler und -trainer
- 21. Juni: Seiji Aochi, japanischer Skispringer († 2008)
- 21. Juni: Peter Schetty, Schweizer Automobilrennfahrer und Rennleiter der Scuderia Ferrari
- 25. Juni: Bengt Johansson, schwedischer Handballspieler und -trainer († 2022)
- 25. Juni: Willis Reed, US-amerikanischer Basketballspieler († 2023)
- 28. Juni: Hans-Joachim Walde, deutscher Leichtathlet († 2013)

### Juli
- 02. Juli: John Farrington, australischer Langstreckenläufer († 2025)
- 04. Juli: Floyd Little, US-amerikanischer American-Football-Spieler
- 05. Juli: Hannes Löhr, deutscher Fußballspieler und -trainer († 2016)
- 07. Juli: Abdul Hamid, pakistanischer Feldhockeyspieler
- 10. Juli: Franz-Josef Hönig, deutscher Fußballspieler
- 10. Juli: Hans Reich, deutscher Fußballspieler
- 13. Juli: Gerhard Hetz, deutscher Schwimmer († 2012)
- 13. Juli: Egbert Hirschfelder, deutscher Ruderer († 2022)
- 16. Juli: Margaret Smith Court, australische Tennisspielerin
- 16. Juli: Rainer Kuhlmey, deutscher Tennisspieler
- 17. Juli: Connie Hawkins, US-amerikanischer Basketballspieler († 2017)
- 18. Juli: Giacinto Facchetti, italienischer Fußballspieler († 2006)
- 22. Juli: Bernd Schröder, deutscher Fußballtrainer
- 27. Juli: Karl Link, deutscher Bahnradsportler

### August

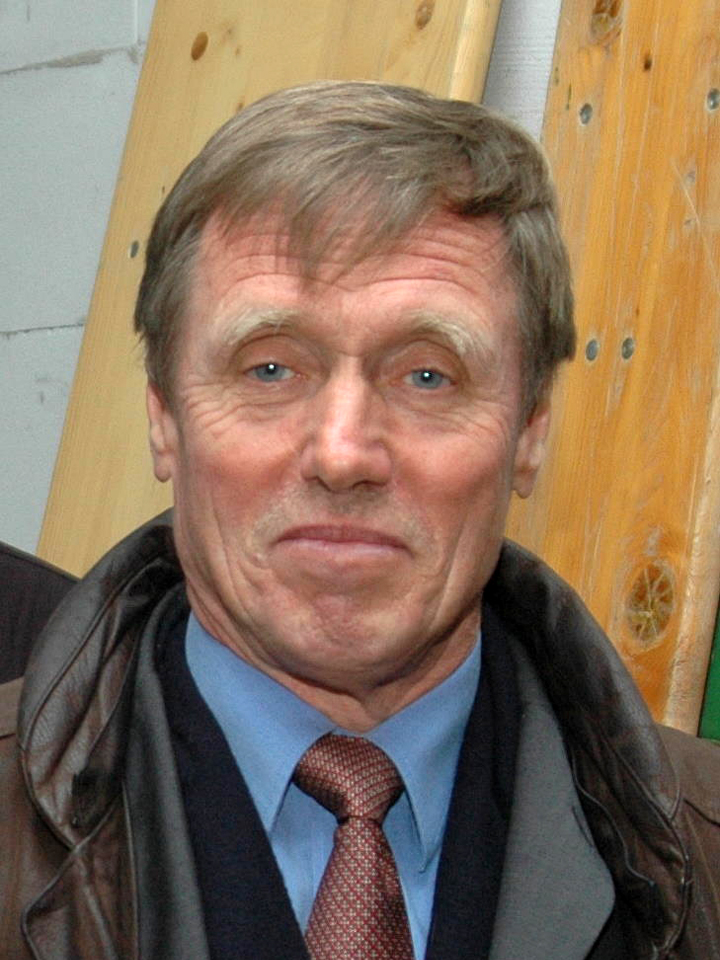
Sigfried Held

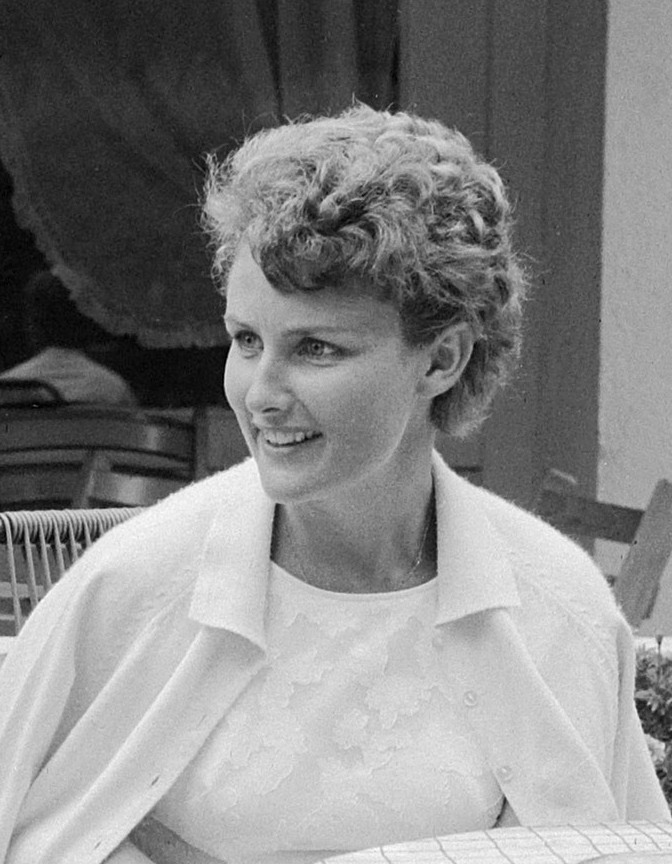
Lesley Turner

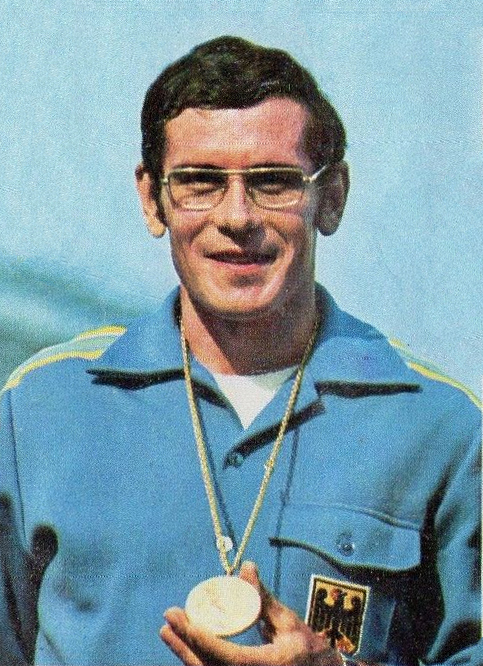
Bernd Kannenberg

- 01. August: Kent Andersson, schwedischer Motorradrennfahrer († 2006)
- 01. August: Clive Baker, britischer Automobilrennfahrer
- 02. August: Tonino Ascari, italienischer Automobilrennfahrer und Unternehmer († 2008)
- 02. August: Leo Beenhakker, niederländischer Fußballtrainer († 2025)
- 02. August: Roland Van De Rijse, belgischer Radrennfahrer
- 06. August: Faiz Mohammed Askar, afghanischer Ringer
- 07. August: Sigfried Held, deutscher Fußballspieler
- 07. August: Carlos Monzón, argentinischer Boxer († 1995)
- 09. August: Peter Ebert, deutscher Fußballspieler
- 10. August: Giovanni Lodetti, italienischer Fußballspieler († 2023)
- 13. August: Mike Beuttler, britischer Automobilrennfahrer († 1988)
- 13. August: Irene Müller, deutsche Eiskunstläuferin (DDR)
- 15. August: Alewtina Oljunina, russische Skilangläuferin und Olympiasiegerin
- 16. August: Lesley Turner, australische Tennisspielerin
- 20. August: Denis Dayan, französischer Automobilrennfahrer († 1970)
- 20. August: Bernd Kannenberg, deutscher Leichtathlet († 2021)
- 20. August: Hans-Joachim Klein, deutscher Schwimmer und Präsident der Deutschen Olympischen Gesellschaft
- 20. August: Klaus Otte, deutscher Fußballspieler
- 20. August: Bernd Podak, deutscher Handballtorwart († 2018)
- 21. August: Herbert Bönnen, deutscher Fußballspieler
- 21. August: Volker Danner, deutscher Fußballspieler († 2005)
- 22. August: Harald Norpoth, deutscher Leichtathlet
- 24. August: Ernst-Joachim Küppers, deutscher Schwimmer († 2025)
- 24. August: Jurij Sewidow, sowjetischer Fußballspieler und russischer Sportkommentator († 2010)
- 27. August: Tom Belsø, dänischer Automobilrennfahrer († 2020)
- 27. August: Bill Ivy, britischer Motorradrennfahrer († 1969)
- 29. August: Coen Zuidema, niederländischer Schachspieler
- 31. August: Isao Aoki, japanischer Golfer
- 31. August: Alessandro Pesenti-Rossi, italienischer Automobilrennfahrer

### September
- 01. September: Terry Hennessey, walisischer Fußballspieler († 2025)
- 11. September: John Greig, schottischer Fußballspieler und -trainer
- 12. September: Mario Frustalupi, italienischer Fußballspieler († 1990)
- 12. September: Delme Thomas, walisischer Rugbyspieler
- 17. September: Michael Krampitz, deutscher Fußballspieler († 2023)
- 18. September: Horst Gecks, deutscher Fußballspieler
- 18. September: Gerhard Kentschke, deutscher Fußballspieler
- 18. September: Pawel Sadyrin, sowjetisch-russischer Fußballspieler und -manager († 2001)
- 22. September: Giuseppe Ros, italienischer Boxer († 2022)
- 23. September: Gerhard Zimmermann, deutscher Eisschnellläufer
- 24. September: Hansi Schmidt, rumänisch-deutscher Handballspieler († 2023)
- 25. September: Óscar Bonavena, argentinischer Schwergewichtsboxer († 1976)
- 25. September: Henri Pescarolo, französischer Automobilrennfahrer Henri Pescarolo

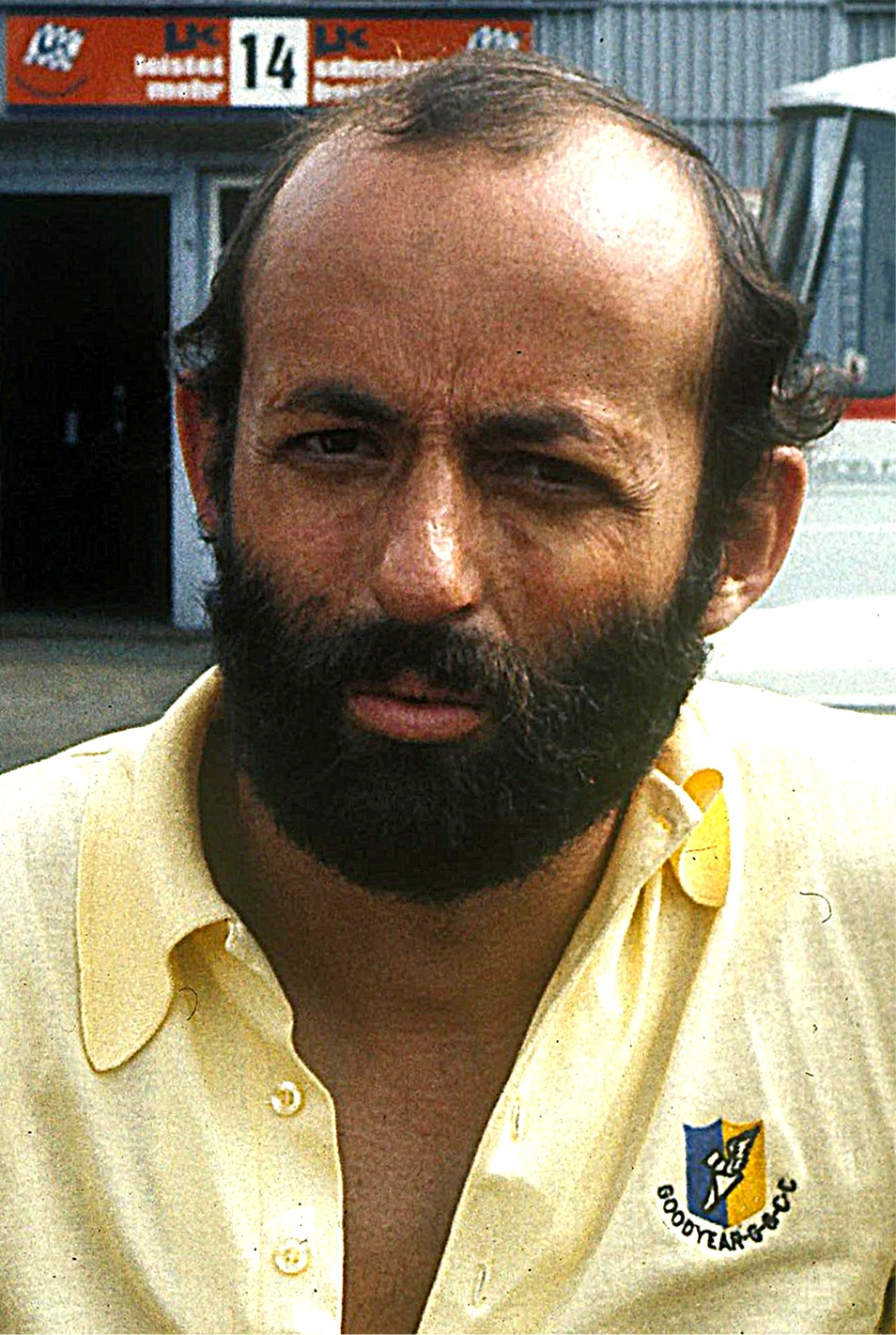
Henri Pescarolo

- 26. September: Ingrid Mickler-Becker, deutsche Leichtathletin
- 27. September: Lorenz Horr, deutscher Fußballspieler († 2023)
- 27. September: Michel Jacquemin, belgischer Radrennfahrer
- 28. September: Michael Kellner, deutscher Fußballspieler
- 29. September: Felice Gimondi, italienischer Radrennfahrer († 2019)

### Oktober
- 03. Oktober: Roberto Perfumo, argentinischer Fußballspieler († 2016)
- 06. Oktober: Michel Grain, französischer Radrennfahrer
- 10. Oktober: Pjotr Kowalenko, sowjetisch-russischer Skispringer († 1993)
- 12. Oktober: Wilhelm Friedrich Boyens, deutscher Fußballspieler († 2024)
- 13. Oktober: Pieter Andreas Kemper, niederländischer Fußballspieler († 2020)
- 13. Oktober: Dieter Stappert, österreichischer Journalist und Teammanager im Motorsport († 2008)
- 17. Oktober: Charles Craig, US-amerikanischer Dreispringer
- 20. Oktober: Walter Brun, Schweizer Automobilrennfahrer und Rennstallbesitzer
- 21. Oktober: Orlando Aravena,  chilenischer Fußballspieler († 2024)
- 21. Oktober: Allan Grice, australischer Automobilrennfahrer und Politiker
- 24. Oktober: Fritz Feister, deutscher Fußballspieler († 2024)
- 26. Oktober: Manfred Günther, deutscher Automobilrennfahrer (DDR) († 2005)
- 26. Oktober: Jonathan Williams, britischer Automobilrennfahrer († 2014)
- 30. Oktober: Eduard Winokurow, sowjetischer Säbelfechter und Olympiasieger († 2010)

### November
- 03. November: Hans Meyer, deutscher Fußballtrainer
- 08. November: Rainer Geserich, deutscher Fußballspieler († 2020)
- 08. November: Sandro Mazzola, italienischer Fußballspieler
- 09. November: Digby Martland, britischer Automobilrennfahrer
- 10. November: Börje Jansson, schwedischer Motorradrennfahrer
- 11. November: Helmut Uhlig, deutscher Basketballspieler († 2014)
- 14. November: Klaus Beer, deutscher Leichtathlet († 2023)
- 20. November: Jack Simes, US-amerikanischer Radrennfahrer und Radsportfunktionär
- 25. November: Waleri Resanzew, sowjetischer Ringer
- 28. November: Claude Haldi, Schweizer Automobilrennfahrer († 2017)

### Dezember
- 03. Dezember: Georges Mauduit, französischer Skirennläufer
- 04. Dezember: Hans Schulz, deutscher Fußballspieler
- 05. Dezember: Daniel Revenu, französischer Fechter († 2024)
- 05. Dezember: Klaus Sammer, deutscher Fußballspieler und -trainer
- 07. Dezember: Dieter Wellmann, deutscher Fechter
- 08. Dezember: Bob Love, US-amerikanischer Basketballspieler († 2024)
- 08. Dezember: Hannelore Weichert, deutsche Schachspielerin († unbekannt)
- 09. Dezember: Billy Bremner, schottischer Fußballspieler († 1997)
- 09. Dezember: Dick Butkus, US-amerikanischer American-Football-Spieler († 2023)
- 09. Dezember: Alex Gilady, israelischer Journalist und Sportfunktionär († 2022)
- 11. Dezember: Alf Arrowsmith, englischer Fußballspieler († 2005)
- 11. Dezember: Karen Susman, US-amerikanische Tennisspielerin
- 14. Dezember: Benny Lennartsson, schwedischer Fußballspieler
- 17. Dezember: Karl Odermatt, Schweizer Fußballspieler
- 19. Dezember: Cyril Grandet, französischer Automobilrennfahrer
- 19. Dezember: Manfred Schuster, deutscher Fußballspieler
- 20. Dezember: Bob Hayes, US-amerikanischer Sprinter und American-Football-Spieler († 2002)
- 20. Dezember: Héctor Pulido, mexikanischer Fußballspieler († 2022)
- 21. Dezember: Rolf Andersson, schwedischer Fußballspieler († 2023)
- 23. Dezember: John Benson, schottischer Fußballspieler und -trainer († 2010)
- 25. Dezember: Noël del Bello, französischer Automobilrennfahrer und Rennstallbesitzer († 2024)
- 25. Dezember: Chris Carter, britischer Mittelstreckenläufer
- 26. Dezember: Antonio Juliano, italienischer Fußballspieler († 2023)
- 27. Dezember: Anton Sauter, Schweizer Badmintonspieler
- 27. Dezember: Claus Schiprowski, deutscher Leichtathlet
- 28. Dezember: Orest Lenczyk, polnischer Fußballspieler und -trainer

### Genaues Geburtsdatum unbekannt
- Josef Art, deutscher Ju-Jutsuka, Sachbuchautor und Sportfunktionär
- Petre Astafei, rumänischer Stabhochspringer

## Gestorben

### Januar
- 04. Januar: Mel Sheppard, US-amerikanischer Leichtathlet und Olympiasieger (* 1883)
- 06. Januar: Henri de Baillet-Latour, dritter Präsident des Internationalen Olympischen Komitees (IOC) (* 1876)
- 07. Januar: Alfred Asikainen, finnischer Ringer (* 1888)
- 12. Januar: Sulo Jääskeläinen, finnischer Skispringer und Nordischer Kombinierer (* 1890)
- 13. Januar: Arthur von Pongracz, österreichischer Dressurreiter (* 1864)
- 15. Januar: Ernst Königsgarten, österreichischer Fechter (* 1880)
- 23. Januar: Clément Dorlia, französischer Ruderer (* 1870)
- 29. Januar: Jean Van Silfhout, belgischer Ruderer (* 1899)

### Februar
- 01. Februar: Constantin Henriquez, haitianischer Rugbyspieler (* 1880)
- 02. Februar: Hugh D. McIntosh, australischer Sportveranstalter, Zeitungsverleger und Theaterunternehmer (* 1876)
- 02. Februar: François Rom, belgischer Fechter (* 1882)
- 02. Februar: Roman Wörndle, deutscher Skirennläufer (* 1913)
- 06. Februar: Paul Fischer, deutscher Fußballspieler (* 1882)
- 07. Februar: Hermann Gramlich, deutscher Fußballspieler (* 1913)
- 07. Februar: Dorando Pietri, italienischer Marathonläufer (* 1885)
- 10. Februar: Dimitrios Petrokokkinos, griechischer Tennisspieler (* 1878)
- 14. Februar: Herberts Bērtulsons, lettischer Skirennläufer und Fußballspieler (* 1903)
- 14. Februar: Edgar Chadwick, englischer Fußballspieler und -trainer (* 1869)
- 15. Februar: Paul Kraus, deutscher Skispringer (* 1917)
- 23. Februar: Josef Kahl, tschechoslowakischer Skispringer (* 1913)
- 24. Februar: Johann Lahr, tschechoslowakisch-deutscher Skisportler (* 1913)
- 27. Februar: Alexander van Geen, niederländischer Moderner Fünfkämpfer (* 1903)

### März
- 01. März: Martin Karl, deutscher Ruderer (* 1911)
- 02. März: Konrad Miersch, deutscher Fechter und Moderner Fünfkämpfer (* 1907)
- 03. März: Yvonne Prévost, französische Tennisspielerin (* 1878)
- 08. März: José Raúl Capablanca, kubanischer Schachweltmeister (* 1888)
- 11. März: György Luntzer, ungarischer Leichtathlet und Ringer (* 1886)
- 15. März: Emile Duson, niederländischer Hockeyspieler (* 1904)
- 16. März: August Gödrich, deutscher Sportler (* 1859)
- 21. März: Hans Marr, deutscher Skispringer (* 1914)
- 22. März: Birger Cederin, schwedischer Fechter (* 1895)
- 22. März: Frederick Cuming, britischer Cricketspieler (* 1875)
- 25. März: William Carr, US-amerikanischer Ruderer (* 1876)
- 25. März: Alfred Stabell, norwegischer Sportschütze (* 1862)
- 26. März: Sigurd Wathne, norwegischer Fußballspieler (* 1898)

### April
- 02. April: Matti Markkanen, finnischer Turner (* 1887)
- 03. April: René Lunden, belgischer Bobfahrer (* 1902)
- 03. April: Gustav Sule, estnischer Leichtathlet (* 1910)
- 06. April: Richard Salah, deutscher Springreiter (* 1900)
- 08. April: Manlio Pastorini, italienischer Turner (* 1879)
- 10. April: Simon Orlik, österreichischer Schwimmer, Wasserballspieler und Ruderer (* 1876)
- 18. April: Aleksander Mitt, estnischer Eisschnellläufer (* 1903)
- 22. April: J. Graham Kenion, britischer Segler (* 1871)
- 24. April: Herbert Dill, deutscher Leichtathlet (* 1908)
- 24. April: Hjalmar Saxtorph, dänischer Schwimmer (* 1883)
- 27. April: Heinrich Burger, deutscher Eiskunstläufer (* 1881)

### Mai
- 02. Mai: Pierre Versteegh, niederländischer Dressurreiter (* 1888)
- 03. Mai: Jānis Rozītis, lettischer Eishockey- und Fußballspieler (* 1913)
- 03. Mai: Richard Schoemaker, niederländischer Fechter (* 1886)
- 10. Mai: William Marsden, britischer Sportschütze (* 1860)
- 12. Mai: Jēkabs Bukse, lettischer Radrennfahrer (* 1879)
- 22. Mai: Eugen von Lotzbeck, deutscher Reiter (* 1882)
- 23. Mai: Henrik Agersborg, norwegischer Segler (* 1872)
- 28. Mai: Władysław Karaś, polnischer Sportschütze (* 1893)
- 30. Mai: Carl Thaulow, norwegischer Segler (* 1875)

### Juni
- 03. Juni: Bengt Heyman, schwedischer Segler (* 1883)
- 05. Juni: István Abonyi, ungarischer Schachspieler und Schachfunktionär (* 1886)
- 07. Juni: Bruno Sorich, italienischer Ruderer (* 1904)
- 14. Juni: Werner Widmayer, deutscher Fußballspieler (* 1909)
- 16. Juni: Harald Tammer, estnischer Gewichtheber und Leichtathlet (* 1899)
- 17. Juni: Otto Herschmann, österreichischer Schwimmer, Fechter und Sportfunktionär (* 1877)
- 19. Juni: Frank Irons, US-amerikanischer Leichtathlet (* 1886)
- 19. Juni: Teófilo Yldefonso, philippinischer Schwimmer (* 1902)
- 21. Juni: Václav Hošek, tschechoslowakischer Leichtathlet (* 1909)
- 22. Juni: Fedor Weinschenck, polnischer Skirennläufer (* 1916)
- 25. Juni: Evžen Rošický, tschechoslowakischer Leichtathlet und Sportjournalist (* 1914)
- 26. Juni: Gustav Nipkow, Schweizer Sportler (* 1914)
- 28. Juni: Frank Hughes, US-amerikanischer Sportschütze (* 1881)
- 000Juni: John Gray, US-amerikanischer Leichtathlet (* 1894)

### Juli
- 07. Juli: Thomas Xenakis, griechischer Turner (* 1875)
- 10. Juli: Jørgen Bjørnstad, norwegischer Turner (* 1894)
- 22. Juli: Jules Verbecke, französischer Schwimmer und Wasserballspieler (* 1879)
- 25. Juli: Fred Englehardt, US-amerikanischer Weit- und Dreispringer (* 1879)

### August
- 02. August: Robert Birker, deutscher Radrennfahrer (* 1885)
- 03. August: Louis Van Tilt, belgischer Sportschütze (* 1875)
- 07. August: Joseph Dempsey, US-amerikanischer Ruderer (* 1875)
- 12. August: Gustaf Carlson, schwedischer Fußballspieler und -funktionär (* 1894)
- 12. August: Rudolf Hasse, deutscher Motorrad- und Automobilrennfahrer (* 1906)
- 15. August: Wolfgang Goedecke, deutscher Ruderer (* 1906)
- 19. August: Harald Kaarman, estnischer Fußballspieler (* 1901)
- 20. August: Rudolf Spielmann, österreichischer Schachgroßmeister (* 1883)
- 24. August: Silvano Abbà, italienischer Moderner Fünfkämpfer (* 1911)
- 29. August: Franz Schüßler, österreichischer Eishockeyspieler (* 1911)

### September
- 01. September: James Juvenal, US-amerikanischer Ruderer (* 1874)
- 03. September: Ernest Toussaint, luxemburgischer Boxer (* 1908)
- 08. September: Valentin Loos, tschechoslowakischer Eishockeyspieler (* 1895)
- 10. September: Aleksander Słuczanowski, polnischer Eishockeyspieler (* 1900)
- 16. September: Carlo Bigatto, italienischer Fußballspieler und -trainer (* 1895)
- 23. September: Alfredo Carricaberry, argentinischer Fußballspieler (* 1900)
- 24. September: Janne Gustafsson, schwedischer Sportschütze (* 1883)

### Oktober
- 02. Oktober: Adolf Baumgarten, deutscher Boxer (* 1915)
- 15. Oktober: Matthias Wörndle, deutscher Skilangläufer und -bergsteiger (* 1909)
- 20. Oktober: Josef Javůrek, böhmisch-tschechoslowakischer Fechter (* 1876)
- 21. Oktober: John Joachim, US-amerikanischer Ruderer (* 1874)
- 22. Oktober: Pascal Fauvel, französischer Bogenschütze (* 1882)
- 26. Oktober: Thomas Coe, britischer Wasserballspieler (* 1873)

### November
- 05. November: Oscar Geier, Schweizer Bobfahrer (* 1882)
- 05. November: Jonas Slier, niederländischer Turner (* 1886)
- 12. November: Elmer Niklander, finnischer Kugelstoßer und Diskuswerfer (* 1890)
- 14. November: Franco Mazzotti, italienischer Adeliger, Pilot sowie Motorboot- und Automobilrennfahrer (* 1904)
- 15. November: Erik Severin, schwedischer Curlingspieler (* 1879)
- 17. November: Nikolai Nikolajewitsch Rjumin, sowjetischer Schachspieler (* 1908)
- 19. November: John Mulcahy, US-amerikanischer Ruderer (* 1876)
- 30. November: Hans Lewy, deutscher Automobilrennfahrer (* 1896)

### Dezember
- 05. Dezember: Josef Gumpold, österreichisch-deutscher Schwimmer und Skisportler (* 1908)
- 11. Dezember: Karl Lund, finnischer Turner (* 1888)
- 12. Dezember: Ture Ödlund, schwedischer Curlingspieler (* 1894)
- 13. Dezember: Adolphe Grisel, französischer Leichtathlet und Turner (* 1872)
- 20. Dezember: Dan Ahearn, US-amerikanischer Leichtathlet (* 1888)
- 22. Dezember: Herbert Leupold, deutscher Skilangläufer (* 1908)
- 25. Dezember: George Ratsey, britischer Segler (* 1875)
- 27. Dezember: Jan Ankerman, niederländischer Hockeyspieler (* 1906)
- 28. Dezember: Alfred Flatow, deutscher Geräteturner (* 1869)
- 29. Dezember: Heinz Körvers, deutscher Handballspieler (* 1915)
- 29. Dezember: Hans Zehetner, österreichischer Feldhandballspieler (* 1912)

### Datum unbekannt
- Giuseppe Castelli, italienischer Leichtathlet (* 1907)
- Jānis Dimza, lettischer Leichtathlet (* 1906)
- Albert Kusnets, estnischer Ringer (* 1902)
- Philippe Le Hardy de Beaulieu, belgischer Fechter (* 1887)
- Ioannis Malokinis, griechischer Schwimmer (* 1880)
- Georgios Orfanidis, griechischer Sportschütze (* 1859)
- Johann Schulz, deutscher Schwimmer (* unbekannt)
- Josef Stelzer, deutscher Motorradrennfahrer (* 1894)
- Con Walsh, kanadischer Leichtathlet (* 1881)